# ميتسيتوري واتانابي
ميتسيتوري واتانابي (باليابانية: 渡辺 光輝) (10 أبريل 1974 في شيزوكا في اليابان – )؛ هو لاعب كرة قدم ياباني سابق كان يلعب كلاعب وسط.

## وصلات خارجية
- ميتسيتوري واتانابي على موقع رابطة كرة القدم اليابانية للمحترفين (اليابانية)
- ميتسيتوري واتانابي على موقع قاعدة بيانات كرة القدم.إي يو (الإنجليزية)
- ميتسيتوري واتانابي على موقع عالم كرة القدم.نت (الإنجليزية)